# 마카비 하이파 FC
마카비 하이파 풋볼 클럽(히브리어: מועדון הכדורגל מכבי חיפה, 영어: Maccabi Haifa Football Club)는 하이파에 위치한 이스라엘의 프로 축구 클럽으로, 마카비 하이파 스포츠 클럽의 일부이다. 이 클럽은 리갓 하얄에서 활동하고 있다. 마카비 하이파의 홈 경기는 사미 오페르 스타디움에서 열린다. 라이벌인 하포엘 하이파와 함께 사용되는 이 경기장은 이스라엘 축구에서 두 번째로 큰 경기장으로, 수용 인원은 30,942명이다.

## 경기장

### 키르야트 엘리에저 스타디움
마카비 하이파는 원래 하포엘 하이파의 주요 훈련장인 키르야트하임에서 경기를 했다. 1955년, 이탈리아 노동조합이 선물한 축구 경기장은 하포엘 하이파의 새로운 홈구장이 될 하이파 시내 중심부에 있었다. 개막전은 하포엘 하이파를 4-1로 이긴 하이파 더비였다.
2014년 5월 14일, 마지막 경기는 리갓 하얄에서 마카비 하이파가 마카비 텔아비브를 개최한 경기장에서 열렸다.

### 사미 오페르 스타디움
최근 유럽 대회에서 클럽의 성공으로 인해 하이파는 해변가에 클럽 부지를 제공하고 도시 남쪽 입구에 새로운 경기장을 건설할 계획을 세웠다. 2008년 가을, 최종 계획이 승인되었다. 사미 오페르 스타디움은 2013년 11월에 완공되었다. 건설 비용은 약 $135,000,000.00이며 좌석 수는 30,942석이다. 이 경기장의 이름은 해군 출신인 사미 오페르가 20,000,000달러를 기부하여 경기장을 건설하고 자신의 이름을 따서 명명할 권리를 부여받은 이름을 따서 명명되었다.

## 성적
- 이스라엘 프리미어리그: 우승 14회 (1984, 1985, 1989, 1991, 1994, 2001, 2002, 2004, 2005, 2006, 2009, 2021, 2021, 2022)
- 이스라엘 스테이트컵: 우승 5회 (1962, 1991, 1993, 1995, 1998)
- 토토컵: 우승 4회 (1994, 2003, 2006, 2008)

## 선수 명단

### 현역
참고: FIFA 자격 규정에 따라 소속된 국가대표팀 국기를 표시합니다. 선수는 복수의 FIFA 비회원국 국적을 가지고 있을 수 있습니다.
| 번호 | 포지션 | 국적       | 이름              |
| ---- | ------ | ---------- | ----------------- |
| 19   | FW     |            | 에리크 슈라노우   |
| 30   | DF     | 세네갈     | 압둘라예 세크     |
| 34   | DF     | 우크라이나 | 올렉산드르 시로타 |
| 44   | DF     |            | 페드로            |

| 번호 | 포지션 | 국적 | 이름       |
| ---- | ------ | ---- | ---------- |
| 99   | FW     |      | 리카르디뉴 |

## 역대 감독
| 감독                  | 임기      |
| --------------------- | --------- |
| 모르데하이 슈피글레르 | 1979      |
| 아브람 그란트         | 2000~2002 |
| 프레드 뤼턴           | 2018      |
| 바라크 바하르         | 2024 ~    |